# Movila Banului (gmina)
Movila Banului – gmina w Rumunii, w okręgu Buzău. Obejmuje miejscowości Cioranca, Movila Banului i Limpeziș. W 2011 roku liczyła 2726 mieszkańców.